# Nick Menza
Nicholas Menza (23. července 1963 Mnichov – 21. května 2016 Los Angeles), známější jako Nick Menza, byl americký hudebník nejvíce známý jako bubeník americké thrashmetalové kapely Megadeth v letech 1989–1998 a krátce v letech 2004 a 2014. Také byl členem jazzové skupiny OHM, kde hrál s ex-kytaristou Megadeth Chrisem Polandem. S Megadeth nahrál 4 alba: Rust in Peace (1990), Countdown to Extinction (1992), Youthanasia (1994) a Cryptic Writings (1997). Spolu s Davem Mustainem, Davidem Ellefsonem a Martym Friedmanem byl členem „klasické“ sestavy Megadeth.

## Život
Menza se narodil v Mnichově. Jeho otec, jazzový hudebník Don Menza, který v té době působil u americké armády v Německu, jej přitáhl k hudbě a Nick začal hrát na bicí ve věku dvou let.
Svou profesionální hudební kariéru začal ve věku 18 let bubnováním v kapele Rhoads (její název vymyslel tehdy již slavný Randy Rhoads, jehož bratr Kelle Rhoads v ní krátce působil). S Rhoads vydal v roce 1986 Menza svou první desku, nazvanou Into the Future.
Po Rhoads byl Menza členem několika metalových kapel v Los Angeles, včetně The Green (s bývalými členy Rhoads), Von Skeletor (další spolupráce s ex členy Rhoads, Menza nahrál hlavní vokály na demu skupiny a na vlastním albu Injection of Death) a Cold Fire (s Joe Floydem, kytaristou skupiny Warrior). V roce 1989 se připojil k Megadeth.
Dne 21. května 2016 Menza vystupoval se svou kapelou OHM v jazzovém klubu The Baked Potato v losangeleském předměstí Studio City v Kalifornii. Menza odehrál pouhé tři písně, poté se zhroutil. Byl rychle převezen do nemocnice, kde byl po příjezdu prohlášen za mrtvého. Pitva později ukázala, že příčinou smrti bylo městnavé srdeční selhání způsobené vysokým tlakem. Bylo mu 52 let.

## Kapely
- Rhoads (1986–1987)
- Cold Fire (1988)
- Megadeth (1989–1998, 2004)
- Marty Friedman (1992–1996)
- Menza (1997–2016)
- Chodle's Trunk (2000–2001)
- Fear Assembly (Mindstreem) (2002–2003)
- Memorain (2005–2008)
- Orphaned to Hatred (2006–2010)
- Deltanaut (2006–2016)
- OHM (2015–2016)
- Sweet Eve (2015–2016)

## Vybavení
Od roku 1981 do roku 1991 používal bicí značky Yamaha, které používal i na svém prvním turné Rust In Peace s Megadeth. Od roku 1992 do roku 1996 začal používat bicí značky Tama, které používal na turné Countdown To Extinction a Youthanasia. Od roku 1996 do roku 2009 používal bicí značky Pearl, které použil na svoje poslední turné Cryptic Writings s Megadeth. Od roku 1981 do roku 2009 používal činely značky Zildjian. Od roku 2009 až do své smrti používal činely značky Soultone. Od roku 2009 používal bicí americké značky z Kalifornie DC California Drums. Používal paličky značky Vic Firth, poté Zildjian a nakonec Vater.

## Diskografie

### Rhoads
- Into the Future (1986)

### Megadeth
- Rust in Peace (1990)
- Countdown to Extinction (1992)
- Youthanasia (1994)
- Nativity in Black – Tribute to Black Sabbath (1994)
- Hidden Treasures (1995)
- Cryptic Writings (1997)
- Capitol Punishment (2000)
- Arsenal of Megadeth (2006)
- Warchest (2007)
- Anthology: Set the World Afire (2008)

### Marty Friedman
- Scenes (1992)
- Introduction (1994)
- True Obsessions (1996)

### Menza
- Life After Deth (2002)

### Memorain
- Reduced to Ashes (2006)

### Von Skeletor
- Injection of Death (1988)

### Deltanaut
- Deltanaut EP (2011)

### Sweet Eve
- The Immortal Machine (2016)